# Кинсејл
Кинсејл (енгл. Kinsale, ир. Cionn tSáile) је град у Републици Ирској, у југозападном делу државе. Град је у саставу округа округа Корк и важан је град за округ.

## Природни услови
Град Кинсејл налази у крајње југозападном делу ирског острва и Републике Ирске и припада покрајини Манстер. Град је удаљен 280 километара југозападно од Даблина. Град Корк се налази 30 километара северно од Бандона.
Кинсејл је смештен у јужној Ирској. Подручје града је равничарско и плодно. Град се образовао на естуару реке Бандон у Атлантски океан.
Клима: Клима у Кинсејлу је умерено континентална са изразитим утицајем Атлантика и Голфске струје. Стога град одликује блага и веома променљива клима.

## Историја
Подручје Кинсејла било насељено већ у време праисторије. Дато подручје је освојено од стране енглеских Нормана у крајем 12. века.
Насеље је добило градска права већ 1333. године. Следећих векова град се развијао захваљујући луци и средишту морнарице.
Кинсејл је од 1921. године у саставу Републике Ирске. нагли развој града започео је тек последњих деценија, посебно са ширењем утицаја оближњег Корка, када је почело и нагло повећавање броја становника.

## Становништво
Према последњим проценама из 2011. године. Кинсејл је имао преко 5 хиљада становника у граду. Последњих година број становника у граду се повећава.

## Збирка слика
- Тврђава краља Чарлса
- Црква Св. Малтоза
- Главна градска улица
- Замак дезмонд
- Старо градско језгро је средиште туризма